# Intercités

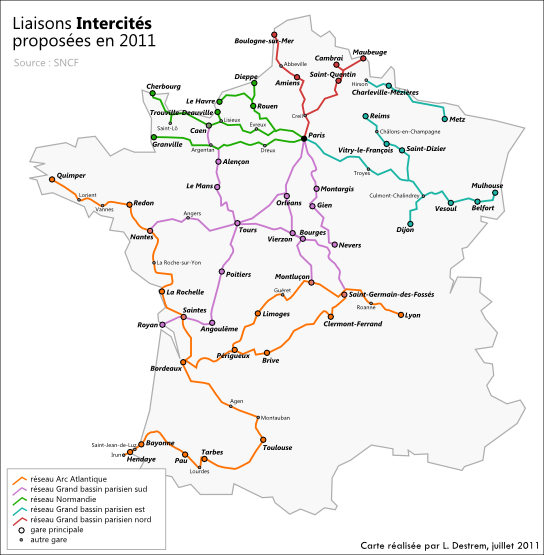
Rete Intercités 2011

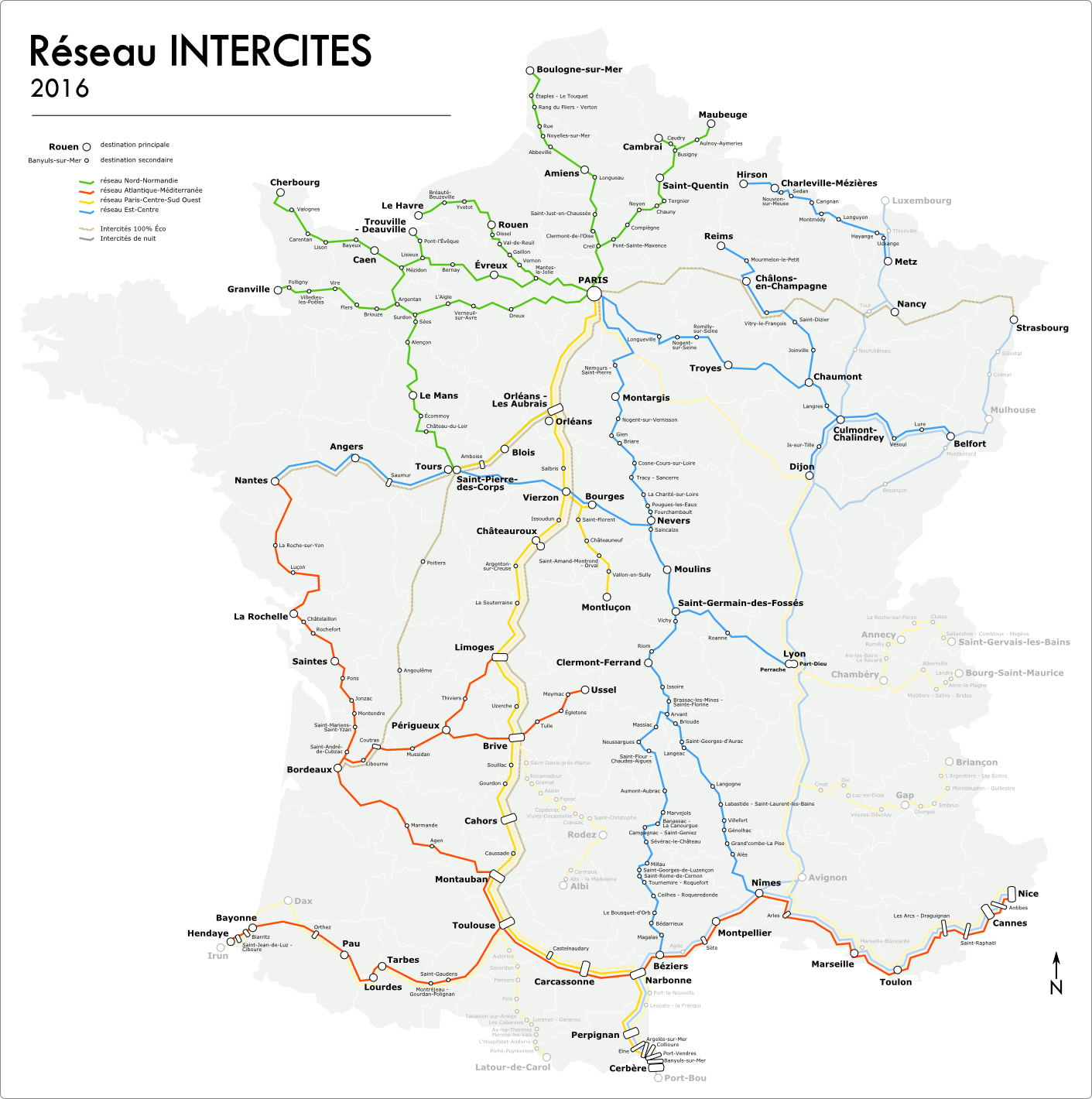
Rete Intercités 2016

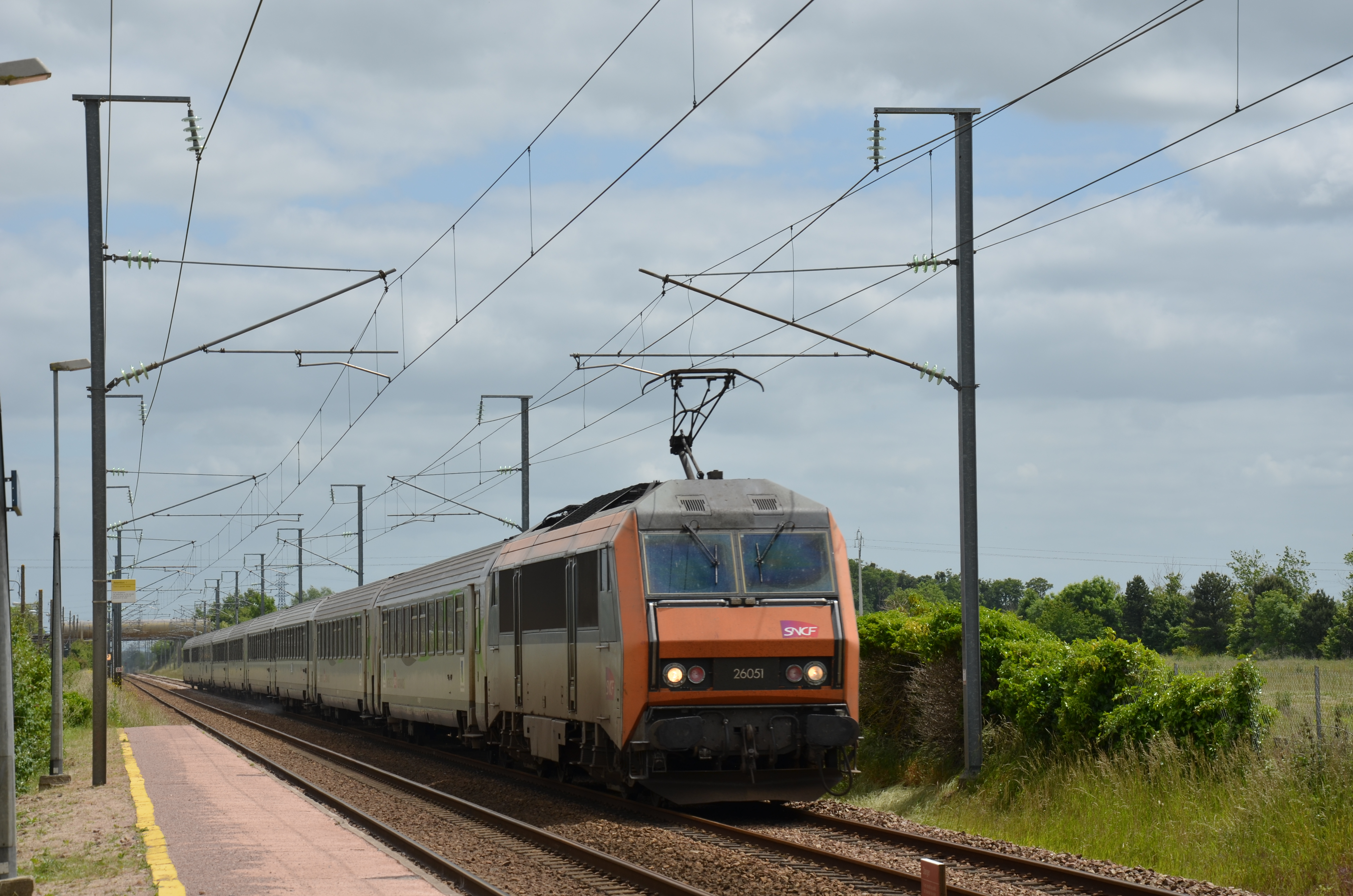
La locomotiva BB 26051 e delle carrozze Corail sulla direttrice Paris-Saint-Lazare – Caen – Cherbourg.

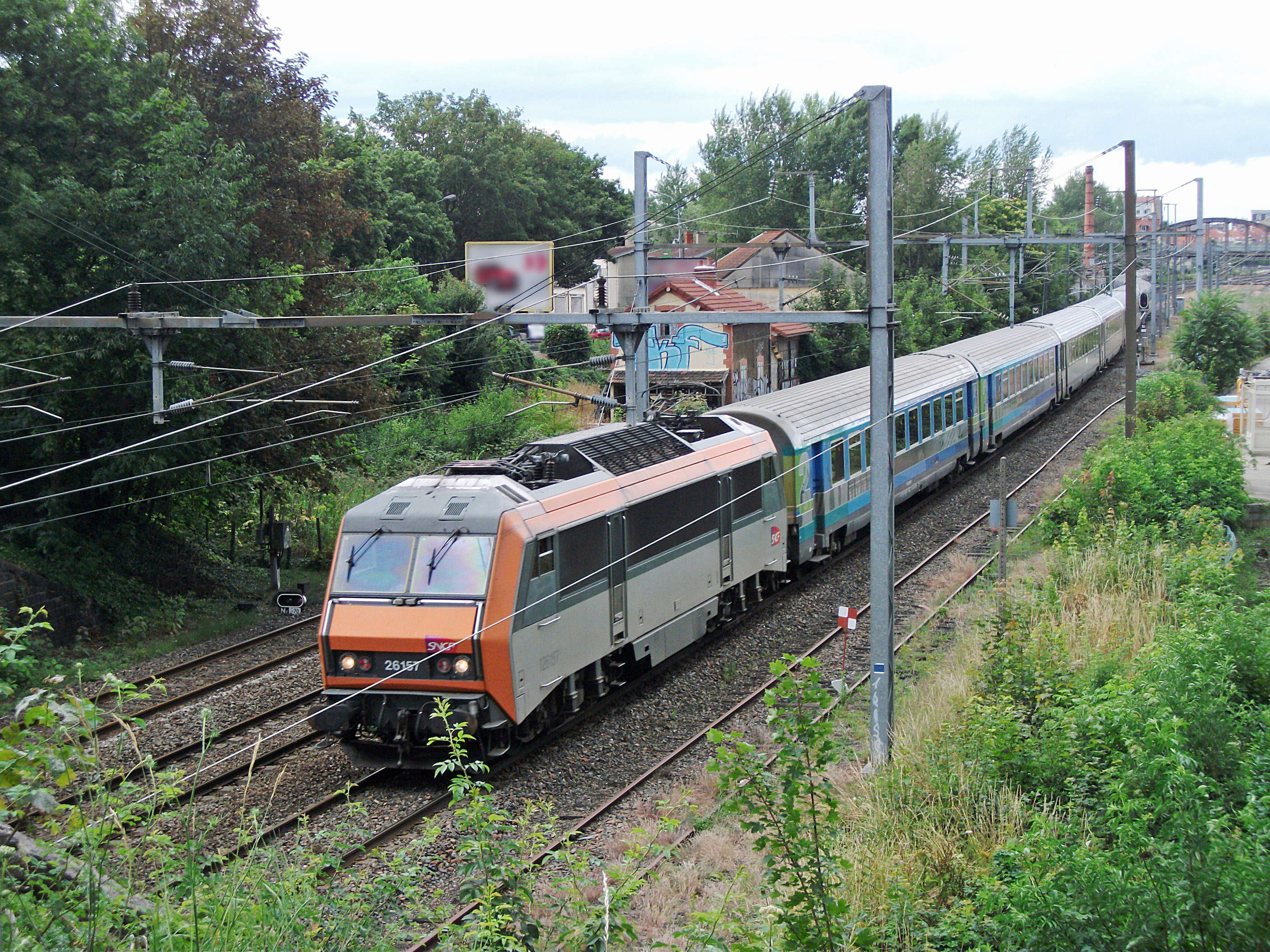
La locomotiva BB 26051 sulla linea Vichy – Clermont-Ferrand.

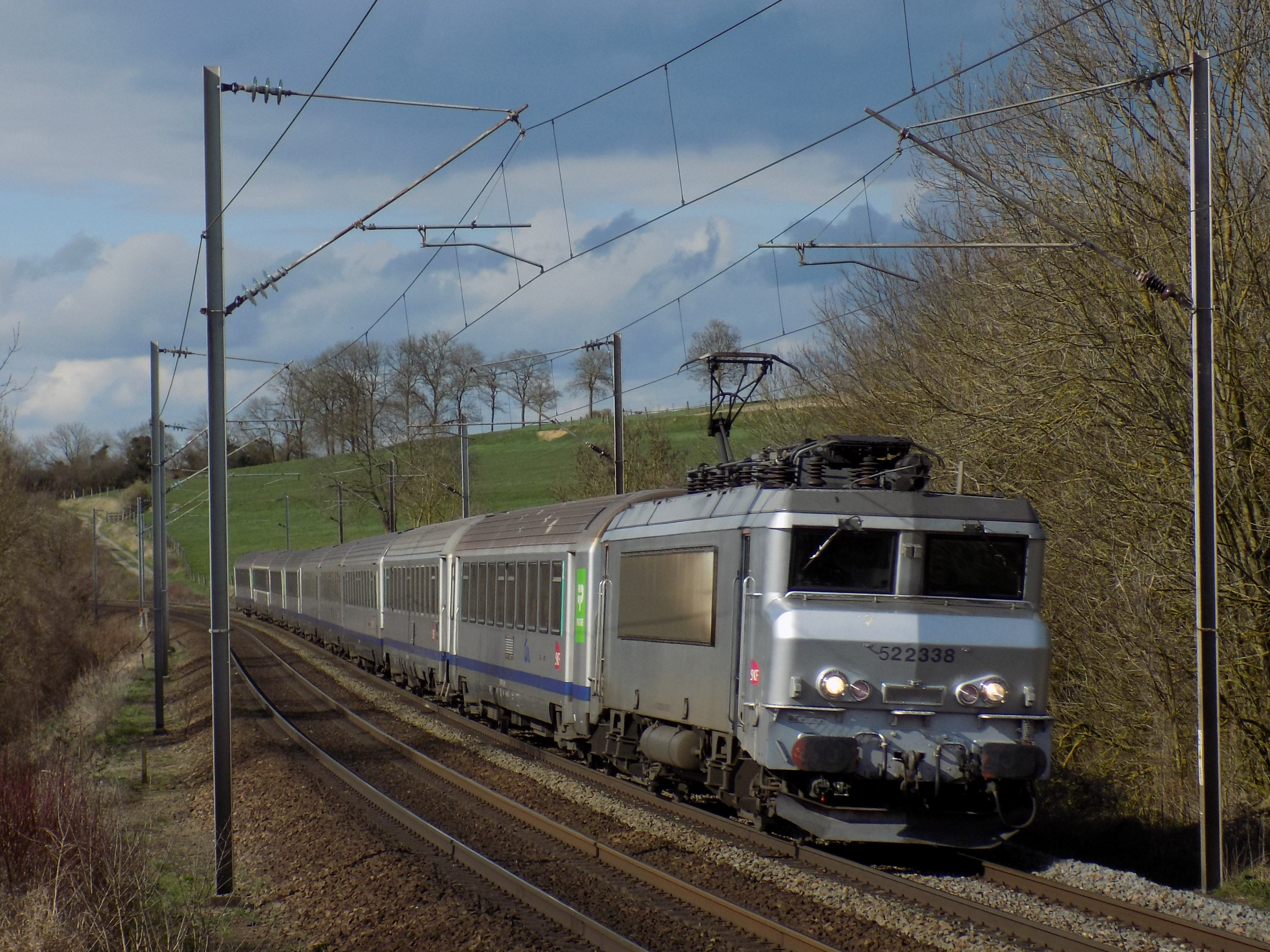
La locomotiva BB 22338 sulla linea Amiens – Paris.

Intercités – in passato Corail Intercités – è il marchio commerciale creato dalla SNCF nel gennaio 2006, per valorizzare i treni di media percorrenza in Francia, utilizzanti principalmente delle carrozze Corail rinnovate dalla SNCF o dalle regioni, a seconda delle linee.

Dal 31 dicembre 2010, lo Stato è l'autorità organizzatrice dei questi treni che sono denominati «trains d'équilibre du territoire» (TET - treni di equilibrio del territorio).

Dal 2 gennaio 2012, con la fusione di Corail, Téoz (lunga percorrenza), Lunéa (notturni) e Intercités, il marchio designa tutti i «treni classici» di media-lunga percorrenza della SNCF, circolanti sia di giorno che di notte.

## Rete

### Attuale
La rete Intercités al gennaio 2019 serve più di 200 destinazioni, attraverso 12 linee Intercités diurne e 2 linee Intercités notturne.

#### Linee diurne
Senza prenotazione obbligatoria
- Béziers – Clermont-Ferrand
- Caen – Le Mans – Tours
- Nantes – Bordeaux
- Nantes – Lyon
- Paris – Caen – Cherbourg
- Paris – Granville
- Paris – Rouen – Le Havre
- Paris – Serquigny
- Toulouse – Hendaye

Con prenotazione obbligatoria
- Bordeaux – Toulouse – Marseille
- Paris – Clermont-Ferrand
- Paris – Orléans – Limoges – Toulouse

Linee 100% Eco
- Paris Austerlitz – Bordeaux
- Paris Bercy – Lyon
- Paris Austerlitz – Nantes
- Paris Est – Strasbourg
- Paris Austerlitz – Toulouse

#### Linee notturne
- Paris  – Gap – Briançon
- Paris – Toulouse – Rodez – Latour-de-Carol – Perpignan – Cerbère

### In passato

#### Il servizio al 2011
- réseau Arc Atlantique
- réseau Grand bassin parisien est
- réseau Grand bassin parisien nord
- réseau Grand bassin parisien sud
- réseau Normandie

#### Il servizio al 2016
- réseau Nord-Normandie
- réseau Atlantique-Méditerranée
- réseau Paris-Centre-Sud Ouest
- réseau Est-Centre
- Intercités 100% Eco
- Intercités de nuit